# 더 리바이벌

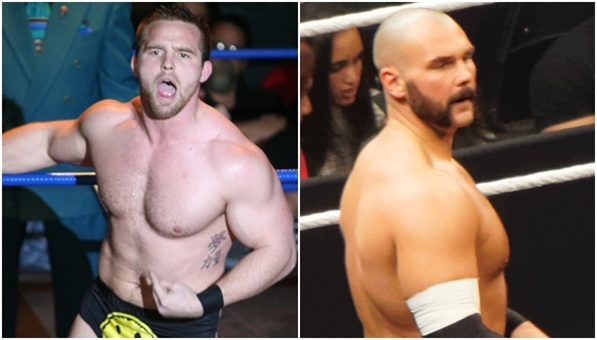

리바이벌(The Revival)은 WWE에서 악역 태그팀 스테이블 중 한명이다. 이는 스캇 도슨, 대쉬 와일더라는 활동을 하는데 처음 2014년 ~ 2017년 WWE NXT에서 활동을 했는데... 2017년 4월 3일 WWE Raw에서 뉴 데이라는 상대로 승리를 하며 등장을 했다. 더블 피니쉬는 쉐터 머신(플랩잭 & 더블 니 페이스브레이커 콤비네이션), 피겨 포 레그락 & 다이빙 스톰프 콤비네이션으로 사용을 한다.

## 수상
- NXT 태그팀 챔피언 2회
- WWE RAW 태그팀 챔피언 2회
- WWE 스맥다운 태그팀 챔피언 1회
- WWE 24/7 챔피언 1회 (공동 챔피언)
- AEW 월드 태그팀 챔피언 2회